# Михал Шимечка
Михал Шимечка (словац. Michal Šimečka; нар. 10 травня 1984, Братислава) — словацький журналіст, дослідник і політичний діяч. Співзасновник і лідер з 2022 року соціал-ліберальної партії «Прогресивна Словаччина». Заступник голови Парламенту Словаччини з 25 жовтня 2023. У минулому — віцепрезидент Європейського парламенту (2022—2023) і депутат Європейського парламенту (2019—2023), віцепрезидент фракції «Оновити Європу» (2020—2021).

## Біографія
Народився 10 травня 1984 року в Братиславі в Чехословаччині.
Шимечка — син журналіста Мартіна Мілана Шимечки (нар. 1957) й онук філософа, письменника та дисидента Мілана Шимечки (1930—1990).
2006 року здобув ступінь бакалавра політичних наук і міжнародних відносин у Карловому університеті у Празі. 2008 року здобув ступінь магістра з вивчення Росії та Східної Європи в Коледжі Святого Антонія Оксфордського університету, а потім перейшов до Наффілдського коледжу, де 2012 року здобув ступінь доктора філософії з політики та міжнародних відносин.
Шимечка був репортером словацької газети «SME» з 2002 до 2004 рік, потім «Файненшл таймс» з 2004 до 2006 рік.
З 2007 до 2010 рік працював аналітиком політичних ризиків у компанії Exclusive Analysis у Лондоні.
У 2010 році — запрошений лектор Карлового університету в Празі, у 2011 році — запрошений лектор Університету Коменського у Братиславі.
З 2011 до 2014 рік був радником із зовнішньої політики у Європейському парламенті. Шимечка також працював у Центрі досліджень європейської політики у Брюсселі з 2013 року. У 2015—2017 роках — старший науковий співробітник Інституту міжнародних відносин у Празі та радник міністра закордонних справ Чехії Любомира Заоралека.

## Політична кар'єра
2017 року став співзасновником партії «Прогресивна Словаччина», став членом правління та директором з політики. 2019 року обраний заступником голови.
За результатами виборів до Європейського парламенту 2019 року обраний депутатом. У парламенті Шимечка входив до Комітету з громадянських свобод, правосуддя та внутрішніх справ (2019—2022). На додаток до своїх призначень у комітетах, він входив до складу парламентських делегацій у Комітеті парламентської асоціації Україна — ЄС та у Парламентській асамблеї Євронест. Він також є членом Міжгрупи Європейського парламенту з прав ЛГБТ та Міжгрупи Європейського парламенту з традиційних меншин, національних громад і мов. З 18 січня 2022 був членом Бюро Європарламенту.
Був членом фракції «Оновити Європу», з 12 січня 2020 року до 18 жовтня 2021 року Шимечка обіймав посаду заступника голови парламентської групи «Оновити Європу» під керівництвом голови Дачіана Чолоша.

### Європарламент
На європейських виборах у травні 2019 року був лідером від коаліції «Прогресивна Словаччина» та «РАЗОМ - громадянська демократія», яка перемогла з результатом 20,11 %.  Михал Шимечка був обраний депутатом Європарламенту з 81 735 голосами. У листопаді 2019 року став головним доповідачем Європейського парламенту з питань підготовки нового механізму захисту демократії та верховенства права в державах-членах ЄС.
У лютому 2020 року Михал Шимечка був обраний віце-президентом ліберальної фракції «Оновлення Європи». 6 червня того ж року на з'їзді партії «Прогресивна Словаччина» він став заступником голови партії. У жовтні 2020 року пленарне засідання Європейського парламенту схвалило так звану «доповідь Шимечка» більшістю в 521 голос «за», 152 «проти» і 21 «утримався». Звіт пропонує комплексний інструмент для моніторингу дотримання верховенства права та демократії в державах-членах ЄС.
Шимечка був обраний одним з 14 віце-президентів Європейського парламенту 18 січня 2022 року. Він був висунутий на цю посаду своєю фракцією «Оновлення Європи». Отримавши 494 голоси Шимечка став першим словаком, який коли-небудь обіймав цю посаду.
7 травня 2022 року на з'їзді партії «Прогресивна Словаччина» Шимечка був обраний головою партії, набравши 152 з 156 голосів, замінивши Ірену Бігарьову. 
У 2023 році був 14-м найвпливовішим з 705 депутатів Європарламенту, спираючись на свою законодавчу діяльність, перебування на керівних посадах, вміння працювати разом і здатність просувати політичний порядок денний на практиці.

### Парламент Словаччини
На парламентських виборах 2023 року видвигався першим номером від «Прогресивної Словаччини» як її голова, отримавши 303 423 голоси, що зробило його третім за кількістю голосів після голови «КУРС-СД» Роберта Фіцо та голови «ГОЛОС-СД» Петера Пеллергріні. «Прогресивна Словаччина» на чолі з Шимечком посіла друге місце з 17,96% голосів, що дало їй 32 мандати. Через два дні після виборів, 2 жовтня, президент Зузана Чапутова зустрілася з Шимечком як головою другої за силою партії. Шимечка провів «неформальні дискусії» з головами інших парламентських партій щодо формування альтернативного уряду без партії «КУРС» у складі ПС, ГОЛОС-СД, СіС і ХДР.
Після того, як Роберту Фіцо було доручено сформувати уряд, почалися офіційні переговори. Під час переговорів Шимечки з представниками «ГОЛОСу», «ГОЛОС» вимагав як посаду прем'єр-міністра, так і міністра внутрішніх справ. «Прогресивна Словаччина» була готова погодитися на першу умову, але відмовилася віддати міністерство внутрішніх справ. Відповідь на цю пропозицію Шимечка дізнався лише з прес-конференції «Голосу». 10 жовтня 2023 року Петер Пеллегріні оголосив, що припиняє переговори з партіями ПС, СіС і ХДР. Наступного дня Михал Шимечка підписав меморандум про взаєморозуміння з Робертом Фіцо та Андреєм Данко, де вони домовилися про підписання коаліційної угоди та перерозподіл посад. Цей крок поставив «Прогресивну Словаччину» в опозицію, а Шимечка, як голова найсильнішої опозиційної партії, заявив, що присвятить весь свій час і енергію тому, щоб бути активною, професійною і жорсткою опозицією.
Після обрання до Національної ради Шимечка подав у відставку з посади віце-президента Європейського парламенту 17 жовтня 2023 року. 25 жовтня на інавгураційному засіданні Національної ради Словаччини він був обраний віце-спікером парламенту разом з Любошем Блага, Петером Жигою та Андрієм Данко. У таємному голосуванні він отримав 92 голоси за, 29 проти і 21 утримався.
Наприкінці серпня 2024 року прем'єр-міністр Роберт Фіцо зажадав звільнення Шимечки з посади заступника голови словацького парламенту, звинувативши Шимечку і його сім'ю в отриманні прибутку за рахунок державних коштів і його зв'язку з Фондом Мілана Шимечки. Михал Шимечка відкинув звинувачення, заявивши, що його родичі, які працюють у культурній та неурядовій сферах, на законних підставах подають заявки на гранти, на які він ніяк не може вплинути, оскільки «Прогресивна Словаччина» ніколи не входила до складу уряду. Більше того, значна частина фінансування була затверджена за попередніх урядів Роберта Фіцо. «Прогресивна Словаччина» опублікувала список десятків депутатів коаліції, чиї родичі отримали державні субсидії, стверджуючи, що це є поширеною практикою. Міністр внутрішніх справ Матуш Шутай Ешток визнав, що скоріше за все причиною звільнення Шимечки стала акція протесту за участю 18 тисяч осіб, яку опозиція організувала проти міністра культури Мартіни Шимковічової та міністра юстиції Бориса Суски. Шимечка був звільнений з посади 17 вересня 2024 року більшістю в 76 голосів з 77 присутніх членів парламенту. Це перший випадок в історії сучасної Словаччини, коли парламент усунув опозиційного політика від керівництва Національною радою. Три депутати коаліції від партії «ГОЛОС-СД» не голосували разом з коаліцією.
Після голосування Шимечка заявив, що його звільнення було «суто особистою помстою Роберта Фіцо». Французький євродепутат і голова фракції «Оновлення Європи» Валері Хайер відреагувала на звільнення Шимечки, різко засудивши його в Європарламенті, заявивши, що «режим Роберта Фіцо в черговий раз підірвав демократичні основи Словаччини».

## Політичні переконання

### ЛГБТ
Михал Шимечка активно підтримує ЛГБТ-спільноту та гарантує ліберальний напрямок «Прогресивної Словаччини» під його керівництвом. Він підтримав кампанію «Веселкова стрічка», оскільки «До 77% ЛГБТ+ людей не тримаються за руки в громадських місцях через страх нападу. Саме тому я приєднався до кампанії «Веселкова стрічка»». Шимечка також виступив на фестивалі Rainbow PRIDE у Братиславі у 2021 році.

### Дискримінація ромських громад в ЄС
У квітні 2022 року Шимечка закликав Раду ЄС вжити більш рішучих заходів проти дискримінації ромів у державах-членах, через шість років після початку інформаційної кампанії проти Чехії, Словаччини та Угорщини, коли він наголосив на поганому соціальному становищі та дискримінації ромів у всіх сферах життя, а також на необхідності освіти для подолання бідності поколінь.

### Заборона на виробництво чайних пакетиків, що містять пластик
У грудні 2020 року Михал Шимечка подав пропозицію щодо резолюції в групі євродепутатів про заборону виробництва пакетиків для чаю, що містять пластик. Пропозиція щодо резолюції не є обов'язковою до виконання, але виражає думку більшості Парламенту і містить необов'язковий заклик до дій з боку Європейської Комісії.

## Особисте життя
Живе в Братиславі зі своєю партнеркою, танцівницею Сонею Фер'єнчіковою (Soňa Ferienčíková; нар. 1987) та їхньою дочкою Танею (нар. 2020).